# Margarida da Áustria, Eleitora da Saxônia
Margarida da Áustria (em alemão:  Margaretha; Wiener Neustadt, c. 1416 ou 1417 – Altemburgo, 12 de dezembro de 1486) foi uma nobre austríaca. Ela foi eleitora da Saxônia pelo seu casamento com Frederico II, Eleitor da Saxônia, além de marquesa de Meissen e condessa da Turíngia.

## Família
Margarida foi a primeira filha e segunda criança nascida de Ernesto, Duque da Áustria da Casa de Habsburgo, e de sua segunda esposa, Cimburga da Mazóvia, da Dinastia piasta.
Os seus avós paternos eram Leopoldo III, Duque da Áustria e Viridis Visconti. Os seus avós maternos eram o duque Siemovite IV da Mazóvia e Alexandra da Lituânia.
Ela teve um irmão mais velho, o imperador Frederico III, casado com a princesa Leonor de Portugal, além de ter tido nove irmãos mais novos, entre eles o arquiduque Alberto VI da Áustria, segundo marido de Matilde do Palatinado, e Catarina, esposa do marquês Carlos I de Baden-Baden.
A primeira esposa de Ernesto foi Margarida da Pomerânia, filha de Bogislau V, Duque da Pomerânia, porém, o casamento não resultou em filhos.

## Biografia
Após a morte do pai, Margarida e seus irmãos foram criados sob a guarda do tio paterno, Frederico IV, Duque da Áustria.
Margarida ficou noiva do eleitor Frederico II, logo após sua ascensão ao eleitorado. O contrato de casamento foi assinado em 23 de junho 1428, em Wiener Neustadt, na Áustria. O herdeiro do eleitorado de Saxe-Wittenberg e da Marca de Meissen, Frederico era o filho mais velho de Frederico I, Eleitor da Saxônia e de Catarina de Brunsvique-Luneburgo. Os dois se casaram em 3 de junho de 1431, na cidade de Leipzig, quando a noiva tinha entre 14 a 15 anos de idade, e o noivo tinha 18. A cidade natal da noiva, Wiener Neustadt, forneceu parte de seu dote.
O casal teve nove filhos, cinco meninos e quatro meninas. Margarida desfrutava da confiança do marido e até cuidava dos assuntos governamentais na ausência dele.
A ligação conjugal entre a Casa de Habsburgo, à qual Margarida pertencia, e a Dinastia Wettin, de Frederico fortaleceu a posição do eleitor, especialmente quando o irmão de Margarida, Frederico V, duque da Áustria, foi eleito rei dos Romanos como Frederico III, em 1440. O casal acompanhou o novo rei até a sua coração na Catedral de Aquisgrano, dois anos depois, em 1442. A eleitora planejava casar o seu primogênito, Frederico, com Isabel da Áustria, filha do primo, Alberto II da Germânia. Contudo, o seu filho faleceu aos 12 anos, em 1451. Ainda em 1451, o imperador ordenou que a cidade de Lübeck pagasse o imposto imperial à Margarida. 
Margarida residia na corte em Meissen, onde tinha um impacto significativo no governo do marido, como quando, por exemplo, incitou a expulsão dos judeus de Meissen, em 1432. Ela também ajudou a reconciliar Frederico com o irmão dele, Guilherme III, Conde da Turíngia, pois os dois tinham brigado pela Divisão de Altemburgo, parte da Guerra Fatrícida da Saxônia. Margarida recebeu a sua própria cunhagem de moedas (Margarethengroschen) e uma Casa da moeda no burgraviato saxão de Colditz, o qual causou mais problemas com o cunhado, Guilherme. Apesar disso, o privilégio de cunhar moedas foi confirmado pelo irmão dela, o imperador, num documento de 1463.

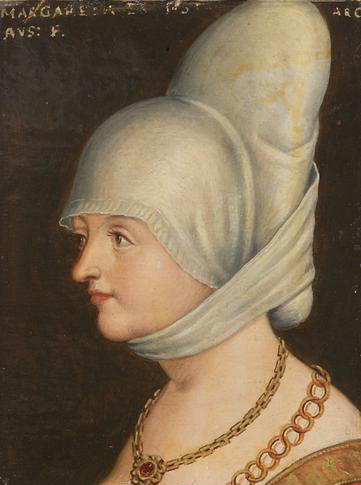
Retrato de Margarida por Antoni Boys.

Margarida era uma mulher muito cristã. Após a guerra entre irmãos, ela criou uma instituição espiritual, e, em 1453, lançou as bases para o santuário dos Quatorze Ajudantes Sagrados, numa vila devastada próxima a Jena. A consagração da igreja de peregrinação, em 1464, marcou o começo da recolonização. 

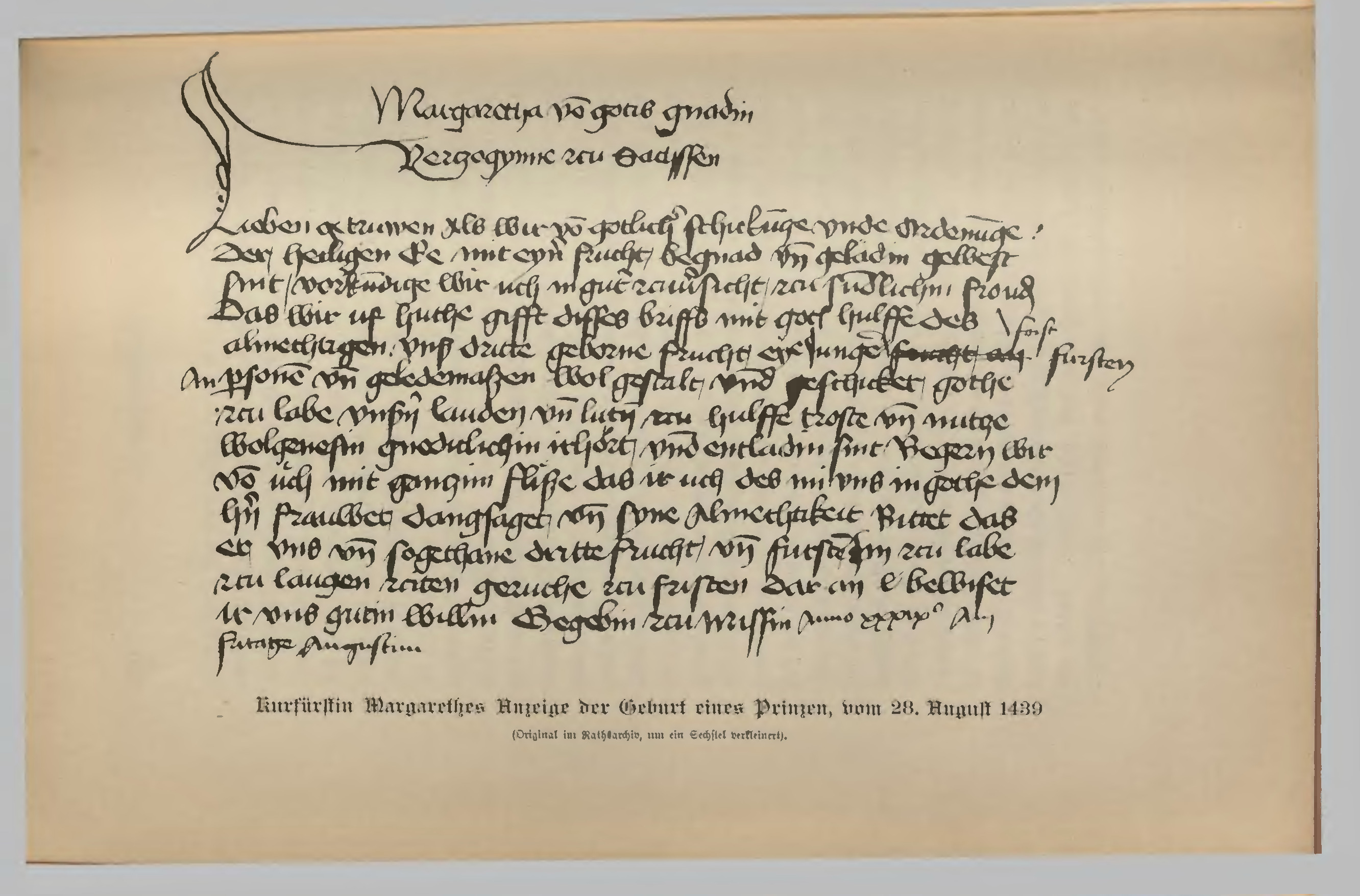
Documento escrito por Margarida no qual ela anuncia o nascimento de um príncipe, datado de 28 de agosto de 1439; retirado do livro História da cidade de Dresden por Otto Richter.

Na noite do dia 7 a 8 de julho de 1455, seus dois filhos menores de idade, Ernesto e Alberto, foram sequestrados do castelo de Altemburgo por capangas do nobre saxão, Kunz de Kaufungen, um antigo cavaleiro à serviço de Frederico II, que procurava compensação pelos prejuízos que sofreu na guerra. Contudo, ele logo foi perseguido e capturado enquanto tentava chegar à fronteira com a Boêmia, e as crianças foram resgatadas. Pelo seu crime, Kunz foi decapitado.
Em 1447 e 1459, Frederico nomeou a esposa como segunda guardiã dos seus filhos no seu testamento, mas com a condição de que ela mantivesse a viuvez.
Após ficar viúva em 7 de setembro de 1464, Margarida recebeu um grande dote, o qual incluía o castelo e cidade de Altemburgo, assim como as cidades vizinhas de Leipzig, Bad Liebenwerda, Colditz e Eilenburg. A eleitora viúva residiu no castelo de Altemburgo até sua morte, onde exercia os seus direitos soberanos: ela instruiu o prefeito de Colditz, em 1482, a garantir que nenhum artesanato fosse realizado no campo em detrimento da cidade, emitiu e confirmou os tecelões de linho em Colditz; Grimma e Leisnig mantiveram os seus privilégios, e ela interveio em questões urbanas em Grimma reduzindo o tamanho da Câmara Municipal e apoiaram o hipotecário do Castelo de Schweinsburg.
No antigo castelo ela fundou um granário, em 1468, que foi consumido por um incêndio muitos séculos depois, em 1868. Com o apoio dos funcionários civis da cidade, ela administrava uma despensa em Altemburgo, de onde eram abastecidas outras residências. Ela teve mobilidade até a velhice, e dizia-se que adorava viajar.
No exercício de seus direitos, Margarida, às vezes, entrava em conflito com os filhos. Para proteger as arquibancadas de Chemnitz, foi pedido que as arquibancadas de Leisnig, Colditz e Grimma fossem paralisadas. Embora o eleitor Ernesto e o duque Alberto não quisessem permitir que o povo Grimma pagasse o pedágio da ponte em 1470, a eleitora viúva defendeu a cidade. Além disso, Margarida tinha muita consciência das suas origens elevadas e estava interessada em que os seus descendentes se casassem com o objetivo de aumentar a sua influência política, o que incluía o casamento de sua neta Cristina, filha de Ernesto, com o herdeiro ao trono dinamarquês, João.

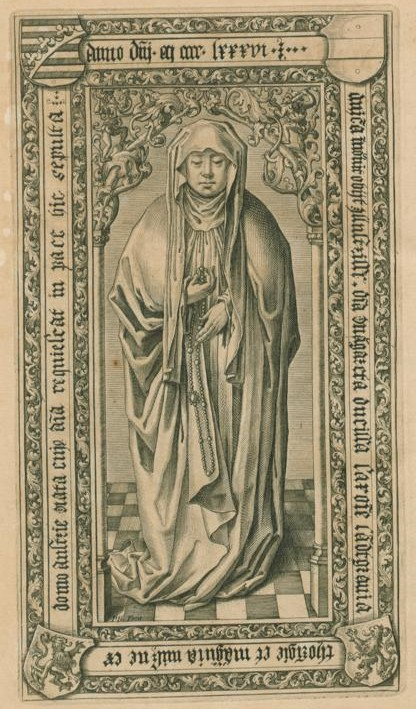
Tumba da nobre em Altemburgo.

Com o Tratado de Lipzig assinado em novembro de 1485, ela testemunhou a divisão de territórios entre os filhos Ernesto e Alberto. Essa divisão também separou a família nos séculos seguintes e, desde então, existem os ramos ernestino e albertino.
Margarida faleceu em 12 de dezembro de 1486, em Altemburgo, com idade entre 69 a 70 anos, e foi sepultada na igreja local do castelo.

## Descendência
- Henrique (1433 – 22 de julho de 1435)[6]

- Amália (13 de abril de 1435 – 19 de novembro de 1502), foi casada com Luís IX da Baviera, com quem teve quatro filhos;
- Ana (7 de março de 1437 – 31 de outubro de 1512), foi casada com Alberto III Aquiles, com quem teve treze filhos;
- Frederico (28 de agosto de 1439 – 23 de dezembro de 1451), foi noivo de Carlota de Saboia, mas morreu antes que pudesse se casar;
- Ernesto, Eleitor da Saxónia (24 de março de 1441 – 26 de agosto de 1486), sucessor do pai. Foi marido de Isabel da Baviera, com quem teve sete filhos;
- Alberto III, Duque da Saxónia (31 de julho de 1443 – 12 de setembro de 1500), sucessor do pai. Foi marido de Sidônia de Poděbrady, com quem teve nove filhos;
- Margarida (1444 – após 19 de novembro de 1498), freira em Seusslitz em 1459, e depois abadessa, de 1463 a 1491;
- Edviges (31 de outubro de 1445 – 13 de junho de 1511), abadessa de Quedlimburgo de 1458 até sua morte;
- Alexandre (24 de junho de 1447 – 14 de setembro de 1447).